# Клаус Йоханис
Клаус Вернер Йоханис (на румънски: Klaus Werner Iohannis; на немски: Klaus Werner Johannis) е румънски политик. Той е дългогодишен кмет на Сибиу и бивш президент на Румъния от 21 декември 2014 до 12 февруари 2025 г.
Работи като учител по физика и училищен инспектор. Избран е за кмет на град Сибиу през 2000 г. Преизбран е за същата длъжност още 3 пъти – през 2004, 2008 и 2012 г., всеки път по предложение на Демократичния форум на германците в Румъния.
През 2007 г. Сибиу печели кандидатурата за европейска столица на културата по време на втория мандат на Клаус Йоханис – успех, който му е публично признат поради реформите за модернизиране на инфраструктурата и инициативите за популяризиране на града като туристическа дестинация.
През 2013 г. Йоханис става член на Националлибералната партия (НЛП) и е избран за неин заместник-председател, става председател на партията на 28 юни 2014 г. В краткия си мандат като председател на партията Клаус Йоханис сформира коалиция с Демократичната либерална партия, полагайки основата за бъдещо сливане между тези партии. Този съюз, наречен Съюз на християнлибералите (АХЛ), предлага и промотира Клаус Йоханис като кандидат за президентските избори през 2014 г. На тези избори Йоханис печели на 2-рия тур, получавайки 54,43% от гласовете, побеждавайки Виктор Понта, кандидат на Социалдемократическа партия (СДП) и министър-председател на Румъния.

## Семейство и образование
Клаус е син на трансилванските саси Сузан и Густав Хейнз Йоханис. След пенсионирането си през 1991 г. родителите му емигрират в баварското градче Вюрцбург, Германия, където живеят понастоящем.
В интервю Йоханис обявява, че името на неговото семейство съществува в архивите на града Чиснъдие от XVI век.
Клаус Йоханис завършва образованието си през 1983 г. в университета Бабеш-Боляй в Клуж-Напока, специалност Физика. След като завършва, става преподавател по Физика в град Агнита, после в училища в Сибиу, а от 1989 г. – в лицея „Самуел вон Брукентал“. През 1997 г. става заместник генерален инспектор, между 1999 и 2000 г. е генерален училищен инспектор за окръг Сибиу.
От 1989 г. е женен за Кармен Йоханис, родена на 2 ноември 1960 г., преподавателка по английски език в Националния колеж „Георге Лазър“ в Сибиу.

## Политическата кариера

### Демократичен форум на германците в Румъния
Клаус Йоханис се присъединява към Демократичния форум на германците в Румъния (ДФГР) през 1990 г.

#### Кмет на Сибиу
През 2000 г. ДФГР участва със свой кандидат на изборите за кмет на град Сибиу и предлага Клаус Йоханис за такъв. На 18 юни 2000 г. Йоханис е избран за кмет с 69,18% от общия брой валидни гласове. Неговият опонент във втория тур на изборите е Йоан Чиндря от СДП.
Клаус Йоханис е първият етнически немец, който встъпва в длъжност като кмет на Сибиу от падането на социалистическия режим през 1989 г. Последният сас на тази длъжност е Алберт Дор, кмет на Сибиу в периода 1940 – 1944 г.
По време на първия мандат като кмет (2000 – 2004) Йоханис работи с мнозинството от Социалдемократическата партия (СДП) в общинския съвет.
През 2002 г. Йоханис е избран за председател на Демократичния форум на германците в Румъния, която длъжност заема до 2013 г.
През 2004 г. Йоханис е преизбран за кмет на Сибиу с 88,7% от гласовете, постигайки сред най-високите резултати на местните избори в страната. Избран е отново за кмет през 2008 г. с 83,26%, a на местните избори през 2012 г. печели кметския пост със 77,89%. По такъв начин Йоханис е избиран 3 пъти за кмет на Сибиу за 2 мандата.
По време на своите мандати като кмет Йоханис инициира множество договори с чуждестранни инвеститори и изпълнява множество проекти по инфраструктура, транспорт и култура с финансиране от Европейския съюз. През 2007 година, по време на втория му мандат, Сибиу е избран за европейска столица на културата (заедно с град Люксембург). На 27 октомври 2007 г. президентът Траян Бъсеску връчва на Клаус Йоханис национален орден „Звездата на Румъния“ с ранг на кавалер – най-високото отличие от румънската държава.

### Кандидат за министър-председател
На 13 октомври 2009 г. Клаус Йоханис е предложен от Националлибералната партия (НЛП) за министър-председател на Румъния, след като правителството на Емил Бок е свалено в резултат на вот на недоверие, гласуван предишния ден. Това предложение е подкрепено от СДП, Консервативната партия (КП) и Демократичния съюз на унгарците в Румъния (ДСУР), но не и от Демократичната либерална партия (ДЛП) – партията на Траян Бъсеску. На 14 октомври с.г. Йоханис приема кандидатурата, но на следващия ден президентът Траян Бъсеску предлага Лучиян Кройтору за министър-председател. Бъсеску казва, че не е отказвал кандидатурата на Йоханис, обаче бил принуден да назначи за министър-председател кандидат от най-многобройната партия в парламента (ДЛП към онзи момент).
Опозицията критикува решението на президента да не назначава Клаус Йоханис за министър-председател. Лидерът на социалдемократите Мирча Джоана обвинява Бъсеску, че се опитва да повлияе на президентските избори през същата година, за да подсигури правителство, сформирано с мнозинство от ДЛП, подкрепящо го за президент. Лидерът на националлибералите Крин Антонеску заявява, че неговата партия ще откаже всяко предложение освен Клаус Йоханис. Антонеску сам кандидатсва за президентските избори по онова време и заявява, че ще назначи Клаус Йоханис за министър-председател, ако стане президент.
На 21 октомври 2009 г. парламентът приема с повече от 252 гласа декларация, с която призовава оттеглянето на кандидатурата на Лучиян Кройтору и подкрепя кандидатурата на Йоханис. След като загубва подкрепата на парламента за Кройтору, Траян Бъсеску номинира Ливиу Негоица за поста, но този кандидат не успява да получи вот на доверие от парламента. След това гласуване правителството на Бок продължава като временно правителство до президентските избори през декември 2009 г.
Кандидатите на втория тур на президентските избори в Румъния 2009 са Траян Бъсеску и Мирча Джоана – лидерът на социалдемократите. НЛП и СДП подписват политическо споразумение, чрез което подкрепят кандидатурата на Йоханис за поста министър-председател, в случай че Мирча Джоана е избран президент. Изборите от 6 декември с.г. обаче са спечелени от Траян Бъсеску. На 7 декември с.г. Йоханис заявява, че неговият възможен маршрут към поста министър-председател е приключил. По-късно Емил Бок е отново избран за министър-председател на 23 декември с 276 гласове „за“ и 134 „против“.

### Националлиберална партия на Румъния
На 20 февруари 2013 г. Клаус Йоханис се присъединява към НЛП по покана на лидера Крин Антонеску. Ден по-късно новите партийни колеги гласуват единодушно акт, който позволява на новия член да се кандидатира за длъжност в ръководството на партията.
На извъредния конгрес на НЛП на 23 февруари 2013 г. Йоханис фигурира като кандидат в списъка на Крин Антонеску и е избран за първи заместник-председател на НЛП.

### Кандидат за вицепремиер
През февруари 2011 г. НЛП, СДП и КП се обединяват в Социаллиберален съюз (СЛС, рум. USL). През май 2012 г. след падането на правителството на Михай Унгуряну чрез вот на недоверие, предложен от СЛС, Виктор Понта е назначен за министър-председател на Румъния. Партията Национален съюз за напредък на Румъния се присъединява към Социаллибералния съюз през август 2012 г.
До началото на 2014 г. в Социаллибералния съюз избухват скандали и недоразумения, както на местно, така и на окръжно и национално ниво. НЛП решава да оттегли министрите си от правителството и така не се стига до назначаване на Йоханис за министър на вътрешните работи и заместник министър-председател.

### Кандидат за президент
На 27 септември 2014 г. Клаус Йоханис стартира кампанията си за президентските избори, предвидени за 2 ноември. Откриването на предизборната му кампания се състои пред двореца „Виктория“ (седалището на румънското правителство) под мотото „Румъния на добре свършената работа“.
В първия кръг, на 2 ноември, Клаус Йоханис печели 2 881 406 гласа, представляващи 30,37% от подадените гласове, избирателната активност е от 9 723 232 души (53,17% от имащите право на глас), като участват 14 кандидати. Кметът на Сибиу е класиран на 2-ро място – след премиера Виктор Понта, събрал 3 836 093 гласа, което представлява 40,44% от подадените гласове.
Вторият кръг се провежда на 16 ноември 2014 г. Въпреки че резултатите от проучванията на общественото мнение не са в негова полза, Йоханис излиза ясен победител, получавайки 54,43% от гласовете.

### Президент на Румъния
На 21 ноември 2014 г. Конституционният съд валидира резултатите от президентските избори. На тържествена церемония за валидиране на изборните резултати присъства президентът Траян Бъсеску, чийто мандат изтича на 21 декември 2014 г.
Йоханис е 5-ият президент на Румъния (като личност, като мандати е 6-ият). Той е 4-тият президент от немски произход в Източна Европа (в посткомунистически период) – след Рудолф Шустер (Словакия), Ференц Мадл (Унгария) и Пал Шмит (Унгария).
На 12 февруари 2025 г. става първият президент на Румъния, подал оставка от поста. На негово място временно изпълняващ длъжността президент става Илие Боложан, който се очаква да служи до избирането на нов президент на румънските президентски избори през 2025 г.